# 열가소성 플라스틱

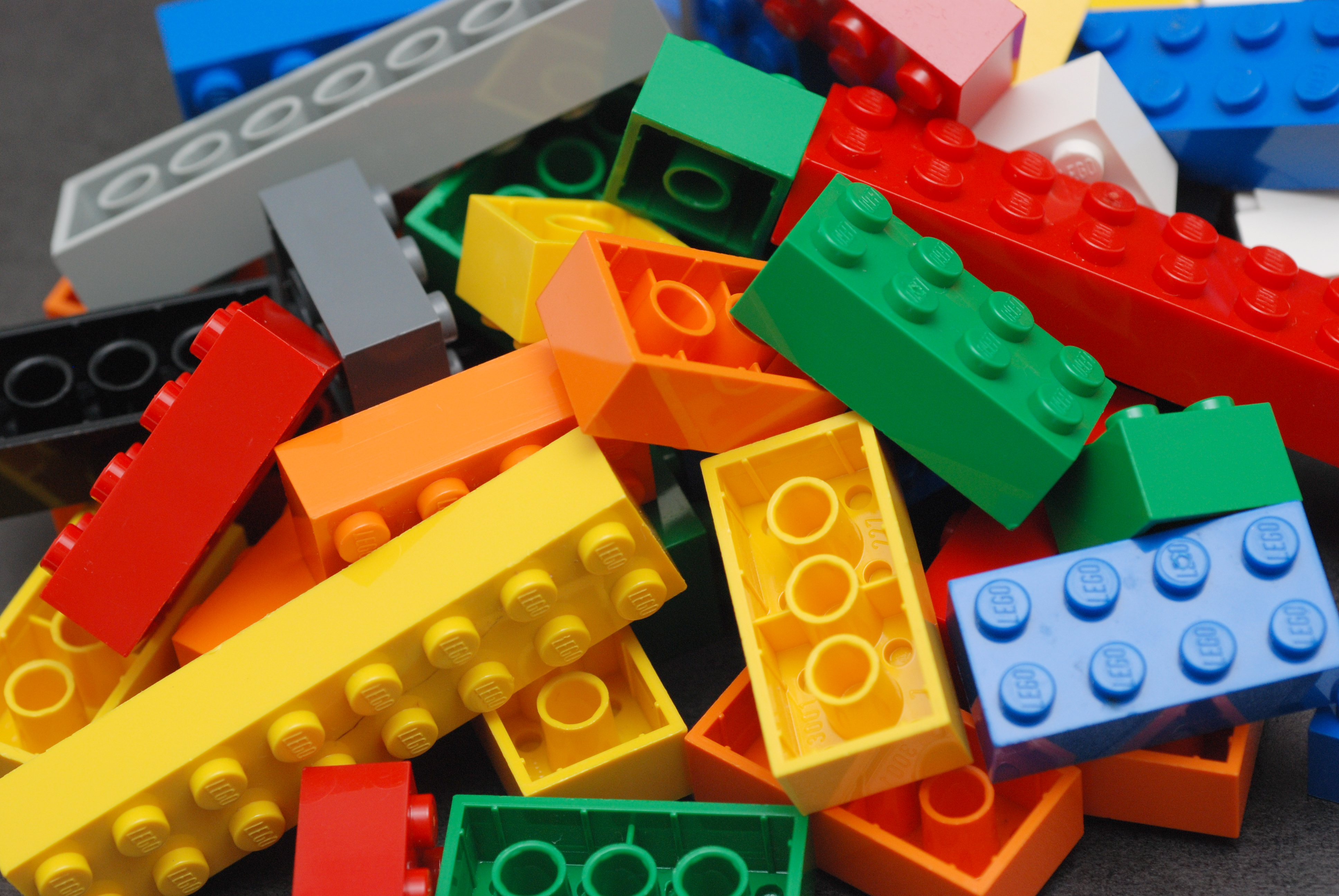

열가소성 플라스틱(熱可塑性-, 영어: thermoplastic, thermosoftening plastic)은 열을 가했을 때 녹고, 온도를 충분히 낮추면 고체 상태로 되돌아가는 고분자이다. 다수의 열가소성 플라스틱은 약한 분자간 힘으로 상호작용하는 고분자 화합물에 의하여 생성된다. 열경화성 플라스틱과는 달리 열을 가하면 녹고 원래 상태로 돌아가므로 재활용이 가능하며, 대체적인 분자구조는 분자간 약한 상호작용만이 가능한 선형 구조이다.
유리 전이 온도와 그 이하의 용융점 위에서, 열 가소성 수지의 물리적 특성은 관련된 위상 변화 없이 급격하게 변화한다. 일부 열 가소성 플라스틱은 유리 전이 온도 이하로 완전히 결정되지 않으며, 일부 또는 전부를 균일하지 않은 특성을 유지한다. 조도가 높은 플라스틱은 빛이 파장보다 큰 결정체로 강하게 분산되므로 광 피크가 필요할 때 사용한다. 무정형의 플라스틱과 반자성 플라스틱은 결정적인 구조가 결여되어 있기 때문에 화학적 침습성과 환경적 변형에 대한 저항력이 떨어진다.
이 플라스틱의 종류로는 폴리에틸렌, 폴리에틸렌 테레프탈레이트, 폴리염화비닐, 폴리염화비닐리덴, 폴리스티렌, 폴리프로필렌 등이 있다.

## 아크릴
아크릴(메틸 메타크릴라이트)(PMMA)라고 불리는 폴리머는 Lucite, Perspex and Plexiglas. 플렉시글라스와 같은 트레이드 마크로도 알려져 있다. 아크릴은 수족관, 오토바이 헬멧, 항공기 창문, 잠수함의 감시 포트, 자동차 외부 등의 렌즈에 대한 유리한 대용품을 위한 유용한 대용품이다. 이것은 글자와 로고를 포함한 표지를 만드는데 널리 쓰인다. 의학에서는, 아크릴은 뼈를 사용하고 수정체 렌즈를 대체한다. 아크릴 페인트는 물에 떠 있는 PMMA입자들로 이루어져 있다.

## ABS
아크릴로니트릴 부타민(ABS)은 폴리 부타민이 존재하는 Styrene과 Acrylonitre에서 합성된 중합체이다. ABS는 높은 충격 저항성과 기계적 견고성을 보여 주는 경량 소재이다. ABS는 정상적인 취급 하에 인간의 건강에 적은 위험성을 내포하고 있다. ABS는 장난감, 가전 제품, 전화기, 3D프린터 재료와 같은 많은 소비자 제품에 사용된다.

## 나일론
나일론은 폴리아미드라 불리는 중합체의 종류에 속한다. 그것은 주로 대마초, 코드, 돛, 방탄 조끼, 여성복, 여성복과 같은 제품에서 주로 대마초, 목화, 그리고 실크로 대체되었다. 나일론 섬유는 직물, 로프, 카펫 및 음악 스트링을 만드는 데 유용하지만, 기계 나사, 기어 및 전동 공구 케이스를 비롯한 기계적 부품에 사용된다. 또한, 나일론은 내열성 소재의 제조에 사용된다.

## 같이 보기
- 열경화성 플라스틱